# 上海市测绘院
上海市测绘院是中國上海市的一個測繪、工程测量以及地圖製作機構，為事業單位。上海市测绘院曾經隸屬於上海市地政局，後來改隶上海市城市规划管理局（上海市规划和自然资源局前身）。

## 歷史
1945年，上海市地政局测量总队成立。1949年上海戰役后，該機構由中国人民解放军上海市军事管制委员会接管。1950年7月，該機構改制成上海市地政局测绘处，下设测量队、丈务科、绘图科等。1952年9月至1959年3月期間先後改称上海市房地产管理局测量总队、上海市规划建筑管理局测量总队、上海市规划建筑管理局勘察测量总队、上海市城市规划勘测设计院勘察测量总队、上海市城市建设局测量总队。1978年2月改名上海市测绘处，並且確立為事業單位（事業編制）。1987年12月改名上海市测绘院。1994年6月時上海市测绘院下设浦东分院、第二分院、第三分院、第四分院、印刷厂、科研所、资料档案室、生产业务处和总工室等。後來又增加基礎地理信息中心。